# Muta (Laut)
Als Muta wird ein „stummer“ Laut (Verschlusslaut) bezeichnet. Zu den Mutae zählen die Konsonanten d, t, p, b, c und g. Dies hat vor allem in der lateinischen Dichtung Bedeutung, da beim Zusammentreffen von Muta (stummer Laut) und Liquida (fließender Laut) keine Positionslänge vorliegen muss.
Bei Pauken und transponierenden Bläsern wird mit muta die Vorschrift einer notwendigen Änderung der Stimmung bezeichnet.